# Richard Meister (Epigraphiker)
Richard Meister (* 27. Juli 1848 in Dresden; † 30. November 1912 in Leipzig) war ein deutscher Epigraphiker, Sprachwissenschaftler und Gymnasiallehrer, der von 1872 bis 1912 an der Nikolaischule in Leipzig unterrichtete. Er ist besonders durch seine Forschungen auf dem Gebiet der antiken griechischen Dialekte bekannt.

## Leben
Richard Meister war der erste Sohn des Schauspielers und Regisseurs am Hoftheater Dresden Karl August Meister (1818–1876) und seiner Frau Isidore geb. Freiin von Friesen (1813–1882); der sächsische Staatsbeamte Richard von Friesen (1808–1884) war sein Onkel. Richard Meister war das älteste gemeinsame Kind seiner Eltern, die am 23. November 1847 geheiratet hatten. Er wuchs mit einem älteren Halbbruder und drei jüngeren Geschwistern auf und besuchte zunächst die Annenschule, eine Realschule mit fakultativem Lateinunterricht. Bereits damals zeigte sich Meisters Sprachbegabung; sein Vater ermöglichte ihm ab Ostern 1862 den Besuch der Dresdner Kreuzschule, an der Meister sechs Jahre später (Ostern 1868) die Reifeprüfung ablegte. Nachdem er in der Schulzeit noch zwischen dem Studium der Mathematik und der Rechtswissenschaft geschwankt hatte, entschied er sich wegen seiner sprachlichen Interessen für das Studium der Klassischen Philologie.
Zum Sommersemester 1868 schrieb sich Meister an der Universität Leipzig ein und besuchte dort hauptsächlich Vorlesungen bei Friedrich Ritschl und Georg Curtius, trat auch der philologischen Gesellschaft und dem philologischen Seminar bei. Am meisten prägte ihn der Sprachwissenschaftler Georg Curtius, der ihn auch zu seiner Doktorarbeit anregte: 1871 reichte Meister eine Studie zum Dialekt der griechischen Kolonie Herakleia in Italien ein und ging noch vor Abschluss der Examina zum Wintersemester 1871/72 an die Berliner Universität, um seine Studien bei den dortigen Vertretern der Altertumswissenschaft zu vertiefen. Da er erst nach Anbruch des Semesters in Berlin ankam, wurde er zu den Vorlesungen und Übungen nicht zugelassen und verließ Berlin noch vor Ablauf des Semesters wieder. Am 5. Januar 1872 wurde er an der Universität Leipzig zum Dr. phil. promoviert und am 9. August 1872 bestand er die Lehramtsprüfung.
Nach dem Studium ging Meister in den sächsischen Schuldienst. Er verbrachte seine gesamte Laufbahn an der Nikolaischule in Leipzig, an der viele pädagogisch und wissenschaftlich renommierte Lehrer tätig waren. Ab dem 1. Oktober 1872 unterrichtete Meister als provisorischer Hilfslehrer, dann nach einem Jahr als (fest angestellter) Oberlehrer. Durch das Vertrauen des Rektors Justus Hermann Lipsius erhielt er bereits 1875 das Ordinariat der Oberprima, unterrichtete also die höchste Klassenstufe im Griechischen und Lateinischen. Am 22. Oktober 1892 wurde Meister zum Gymnasialprofessor ernannt, 1900 zum Konrektor, 1908 zum Studienrat. Während der Erkrankung des Rektors Otto Kaemmel verwaltete Meister vom 1. Oktober 1908 bis zum 1. April 1910 das Rektorat; das Angebot, Kaemmels Nachfolger zu werden, lehnte er jedoch ab. Zu den Wissenschaftlern, mit denen Meister regelmäßig verkehrte, zählten die Sprachwissenschaftler August Leskien und Karl Brugmann.
Im Juni 1912 unterzog sich Meister einer Operation, da er an Krebs erkrankt war. Er ließ sich vom Unterricht beurlauben mit der Absicht, nach seiner Genesung zurückzukehren; aber am 30. November 1912 starb er im Alter von 64 Jahren. Seinen Nachlass übernahm die Preußische Akademie der Wissenschaften zu Berlin.
Richard Meister war mit Klothilde Eckardt (1859–1945) verheiratet. Das Paar hatte fünf Söhne, die alle eine akademische Laufbahn einschlugen; drei von ihnen fielen im Ersten Weltkrieg:
1. Karl Meister (1880–1963), Professor für Klassische Philologie in Berlin, Königsberg und Heidelberg
2. Richard (Max Eckardt) Meister (1882–1915), Jurist, gefallen bei Givenchy-lès-la-Bassée
3. Edwin (Friedrich Werner Richard) Meister (1884–1970), Professor für Textil- und Papiertechnik an der Technischen Hochschule Dresden
4. Eckard Meister (1885–1914), Professor für Zivilrecht an der Universität Basel, gefallen in der Schlacht bei Ypern
5. Ludwig Meister (1889–1914), Habilitand für Klassische Philologie an der Universität Leipzig, gefallen in der Schlacht bei Ypern

## Wissenschaftliches Werk
Richard Meisters Forschungsschwerpunkt waren die griechischen Dialekte, die zu seiner Zeit nicht nur anhand literarischer Zeugnisse, sondern auch anhand zahlloser Inschriftenfunde und zunehmend auch Papyrusfunde erforscht wurden. Richard Meister beschäftigte sich in vielen Aufsätzen und Monografien mit Einzelfragen sowie mit der Synthese des unübersichtlichen Materials. 1882 und 1889 legte er in zwei Bänden eine Sammlung der Zeugnisse zu den griechischen Dialekten vor, die auf dem mittlerweile antiquierten Werk von Heinrich Ludolf Ahrens basierte (erschienen 1839–1843). Die Neubearbeitung wurde von der Fachwelt allgemein begrüßt, erfuhr aber auch vielseitige Kritik. Das Hauptproblem, das bereits Jahrzehnte zuvor Ahrens selbst von einer Neubearbeitung abgehalten hatte, war die unübersehbare Vermehrung des inschriftlichen Materials, das von einem Einzelnen nicht mehr zu bewältigen war.
Meisters Einzelstudien zu den griechischen Dialekten brachten ihm reiche Anerkennung ein. Am 3. August 1891 wählte ihn die Königlich Sächsische Gesellschaft der Wissenschaften zum ordentlichen Mitglied ihrer philosophisch-historischen Klasse. In den Abhandlungen und Berichten der Gesellschaft veröffentlichte Meister viele größere und kleinere Studien, darunter neben vielen sprachwissenschaftlichen Arbeiten auch eine kommentierte Ausgabe der Mimiamben des Herodas (1893), die 1890 durch einen Papyrusfund bekannt geworden waren und die Kenntnis des ionischen Dialekts erheblich förderten. Außerdem beteiligte sich Meister an der Sammlung der griechischen Dialekt-Inschriften von Friedrich Bechtel und Hermann Collitz, für die er die böotischen Inschriften von Lakonien, Tarent, Herakleia (am Siris) und Messenien bearbeitete.
Ein besonderer Forschungsschwerpunkt waren die Inschriften der Insel Zypern, besonders die Inschriften im kyprischen Syllabar, deren Entzifferung eine schwierige Aufgabe der Sprachwissenschaft darstellte. Meisters Erkenntnisse in diesem Bereich veranlassten die Sächsische und die Preußische Akademie der Wissenschaften, ihn mit der Sammlung der kyprischen Inschriften zu beauftragen, die als Band XV der Inscriptiones Graecae (IG) erscheinen sollten. Zur Sichtung des Materials reiste Meister für mehrere Monate nach London und nach New York, um die dortigen Sammlungen zu prüfen. Eine weitere Reise in den Orient (nach Ägypten und Zypern) plante er für den Winter 1912/1913, aber noch vor der Abreise starb er am 30. November 1912. Den Abschluss der Inschriftensammlung sollten seine Söhne Karl und Ludwig Meister bringen, die beide wie ihr Vater Klassische Philologie studiert und sich intensiv mit der griechischen Epigraphik beschäftigt hatten. Aber Ludwig fiel zwei Jahre später im Ersten Weltkrieg und Karl geriet im Zuge seiner Karriere an andere Forschungsaufgaben. Der Abschluss und die Veröffentlichung des Bandes IG XV (Inscriptiones Cypri) stehen bis heute aus.

## Schriften (Auswahl)
- De dialecto Heracliensium Italicorum. Leipzig 1871 (Dissertation)
- Die griechischen Dialekte auf Grundlage von Ahrens’ Werk. Zwei Bände, Göttingen 1882–1889
- Zum eleischen, arkadischen und kyprischen Dialekte. Leipzig 1890
- Die Mimiamben des Herodas. Mit einem Anhang über den Dichter, die Ueberlieferung und den Dialekt. Leipzig 1893 (Abhandlungen der philosophisch-historischen Klasse der königlich Sächsischen Akademie der Wissenschaften 13,7, S. 611–884)
- Die Inschriften von Lakonien, Tarent, Herakleia (am Siris) und Messenien. Göttingen 1898 (Sammlung der griechischen Dialektinschriften. Band 3,2, Heft 1)
- Dorer und Achäer. Leipzig 1904 (Abhandlungen der philosophisch-historischen Klasse der königlich Sächsischen Akademie der Wissenschaften 24,3)
- Ein Ostrakon aus dem Heiligtum des Zeus epikoinios im kyprischen Salamis. Leipzig 1909 (Abhandlungen der philosophisch-historischen Klasse der königlich Sächsischen Akademie der Wissenschaften 27,9, S. 303–332)